# Albert I. Monacký
Albert I. Monacký (Albert Honoré Charles Grimaldi; 13. listopadu 1848 Paříž – 26. června 1922 tamtéž) byl od roku 1889 až do své smrti vládnoucí kníže Monaka. Pocházel z rodu Grimaldiů a byl synem knížete Karla III. Monackého a jeho manželky Antoinetty de Mérode.

## Život
Albert I. sloužil už ve věku 17 let ve španělském námořnictvu, ale během prusko-francouzské války v letech 1870/1871 přešel k francouzskému námořnictvu, kde mu byl udělen kříž Čestné legie. Jeho skutečný zájem však nebyla armáda, ale průzkum oceánů. V této oblasti dokázal během svého života dosáhnout velkých úspěchů, například objevil šupinatou hlubinnou chobotnici, což vyvolalo senzaci, a zvíře bylo pojmenováno po jeho rodině jako Lepidoteuthis grimaldii. Mimo jiné pro její prezentaci založil v roce 1889 Oceánografické muzeum v Monaku, které bylo otevřeno v roce 1910. V roce 1911 otevřel v Paříži Oceánografický institut (Institut océanographique, dnes Maison des Océans).
21. září 1869 se Albertovou manželkou stala Mary Victoria Hamiltonová, dcera vévody Williama Hamiltona (1811–1863) a Marie Amélie Bádenské (1817–1888), jež byla dcerou Stéphanie de Beauharnais, adoptivní dcery Napoleona Bonaparta. Manželství se nevydařilo a Mary Victoria svého manžela v únoru 1870 opustila. V té době už byla těhotná se svým synem Ludvíkem. Přestěhovala se za svou matkou do Baden-Badenu na dvůr tamního velkovévody, kde pak vyrostl její syn a později monacký kníže Ludvík II. V roce 1880 bylo manželství Svatým stolcem anulováno kvůli tomu, že je z politických a dynastických důvodů prosadil Napoleon III. a že Albert i Mary Victoria byli v té době ještě velmi mladí, takže se nedokázali ubránit proti manželství, které nechtěli. Lady Victoria se ještě v roce 1880 znovu provdala za uherského magnáta Tassila Festeticse.
27. září 1889 nastoupil Albert I. na trůn po svém otci a o něco později se oženil s bohatou Američankou Alicí Heineovou, ovdovělou vévodkyní z Richelieu. I po druhé svatbě trávil Albert většinu času na moři, zatímco Alice Heineová přispívala ke kulturnímu životu Monaka. K rozluce páru došlo 30. května 1902, ale formálně zůstali manželi. Albert se poté pokusil zničit všechny stopy po své bývalé manželce.
V roce 1910 v knížectví došlo k lidovému povstání kvůli vysoké nezaměstnanosti. Z 19 121 obyvatel bylo jen 1482 Monačanů, všichni zaměstnanci kasina byli cizinci, a daňové výnosy investoval většinou nepřítomný kníže ve Francii. Vzniklo politické hnutí Comité monégasque, které hrozilo vyhlášením republiky, pokud by kníže nesouhlasil se zrušením absolutní monarchie, zavedením ústavy a zvolením parlamentu občany. Další požadavky směřovaly k nahrazení francouzských úředníků monackými, zrušení monopolu rodiny Blancových nad kasinem a oddělení financí státu a knížecího domu. Albert dostal ultimátum k začátku března. Jeho první ústupky, zavedení svobody tisku a komunálních voleb, lidi neuklidnily, a tak na palác zaútočil dav. Garda ho dokázala bránit tak dlouho, dokud se kníže nedostal do Francie do bezpečí. Kníže se navíc obával současně probíhající revoluce v Portugalsku, takže se nakonec vzdal a 16. listopadu 1910 vyhlásil ústavu, jež vstoupila v platnost 1. ledna 1911. Splnila většinu požadavků, ale zachoval značnou politickou moc knížeti. V roce 1917, během první světové války, Albert I. ústavu dočasně pozastavil. Poté zůstala v platnosti až do roku 1962, kdy byla nahrazena novou.
O Albertovi bylo známo, že důrazně zastává své názory; to zahrnovalo také jeho víru ve spravedlnost a pravdu. Během Dreyfusovy aféry se například postavil za francouzského důstojníka Alfreda Dreyfuse, který byl neprávem odsouzen za špionáž.
Vzhledem k tomu, že Albert stále strávil velkou část času jako badatel na moři, vládl knížectví hlavně prostřednictvím rádia. Byl očividně úspěšný: investoval obrovské zisky z kasina do infrastruktury, v Monaku nechal zrekonstruovat Knížecí palác, založil botanickou zahradu a antropologické muzeum. V roce 1910 se stal čestným členem Ruské akademie věd v Petrohradě. Již roku 1891 se stal členem korespondentem Francouzské akademie věd. Na jeho počest je pojmenována mělčina v antarktickém Weddellovém moři. Totéž platí pro mys Monako na ostrově Anvers v Bellingshausenově moři a Zemi Alberta I. na Špicberkách.
Albertův jediný syn a následník trůnu Ludvík, který jako dítě vyrůstal se svou matkou v Baden-Badenu, ale poté sloužil ve francouzské armádě, nebyl po skončení první světové války stále ženatý. V případě smrti obou hrozilo, že trůn dostane nejbližší příbuzný, bratranec prvního knížete, německý generál Wilhelm Karl von Urach. Ludvík, jeho otec i francouzská vláda tomu chtěli zabránit. Ludvík ovšem měl již mnoho let milenku, francouzsko-alžírskou varietní tanečnici jménem Marie-Juliette Louvetová, a s ní měl nemanželskou dceru Charlotte, která vyrostla v Alžíru. Sňatek s Marií-Juliettou, ženou pochybné pověsti s dětmi z předchozího manželství, podle Alberta vzhledem k pověsti dynastie nepřicházel v úvahu. Po skončení první světové války však souhlasil, že si Ludvík v roce 1919 vzal svou dceru Charlotte do Monaka, legitimizoval ji a adoptoval. Kromě toho byl nalezen hrabě z francouzské vznešené rodiny Pierre de Polignac, za něhož se v roce 1920 provdala. K zajištění kýženého nástupnictví se Charlotte v roce 1944 vzdala práva na trůn ve prospěch svého syna Rainiera III. který pak v roce 1949 následoval po svém dědečkovi Ludvíkovi jako monacký kníže. Albert zemřel v létě 1922 v Paříži a 8. července byl pohřben v Monacké katedrále.

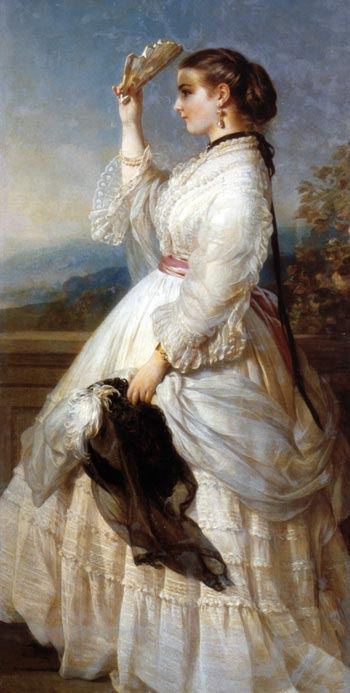
Mary Victoria Hamiltonová
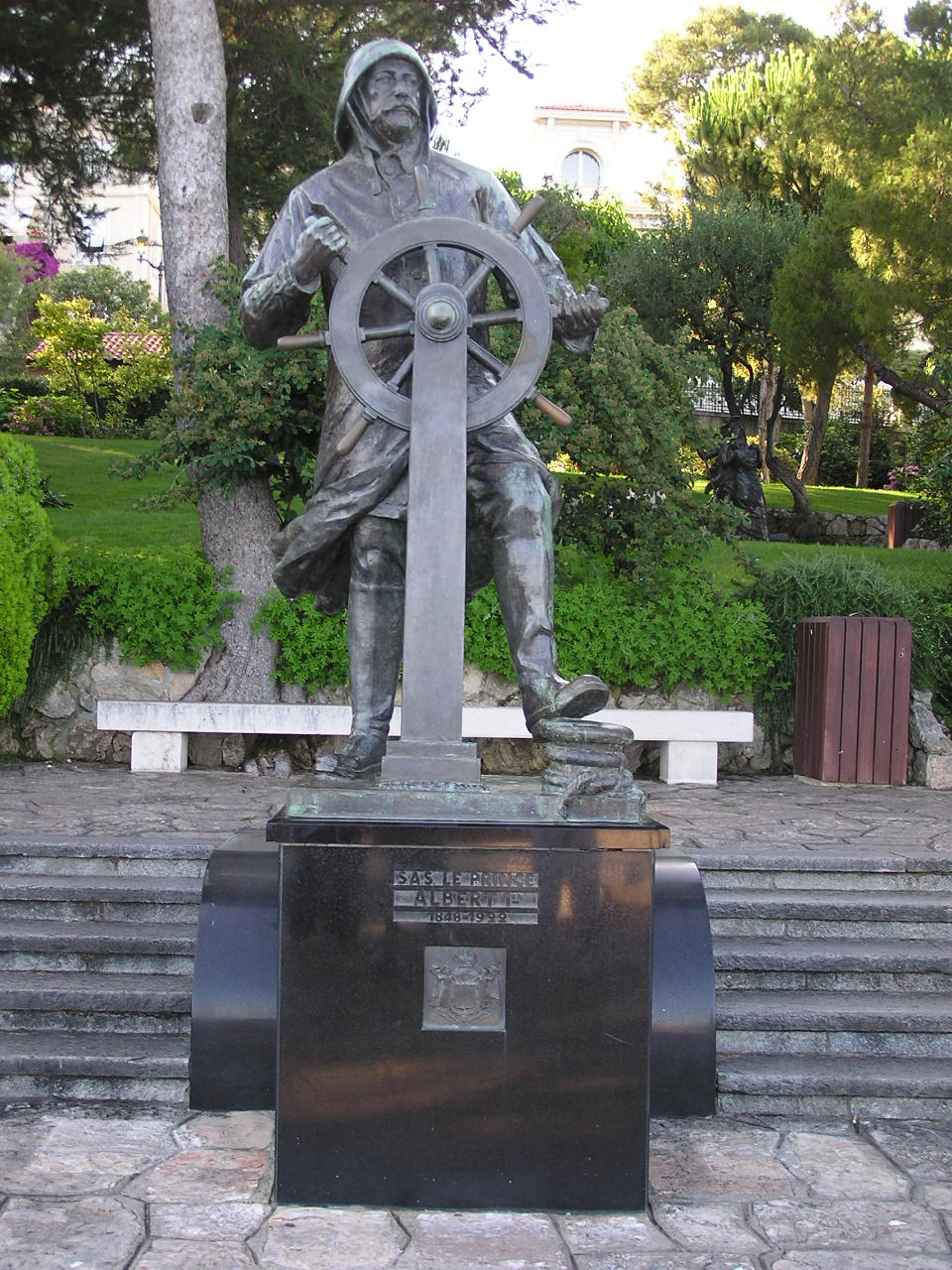
Socha v Monaku: Albert I. jako námořník
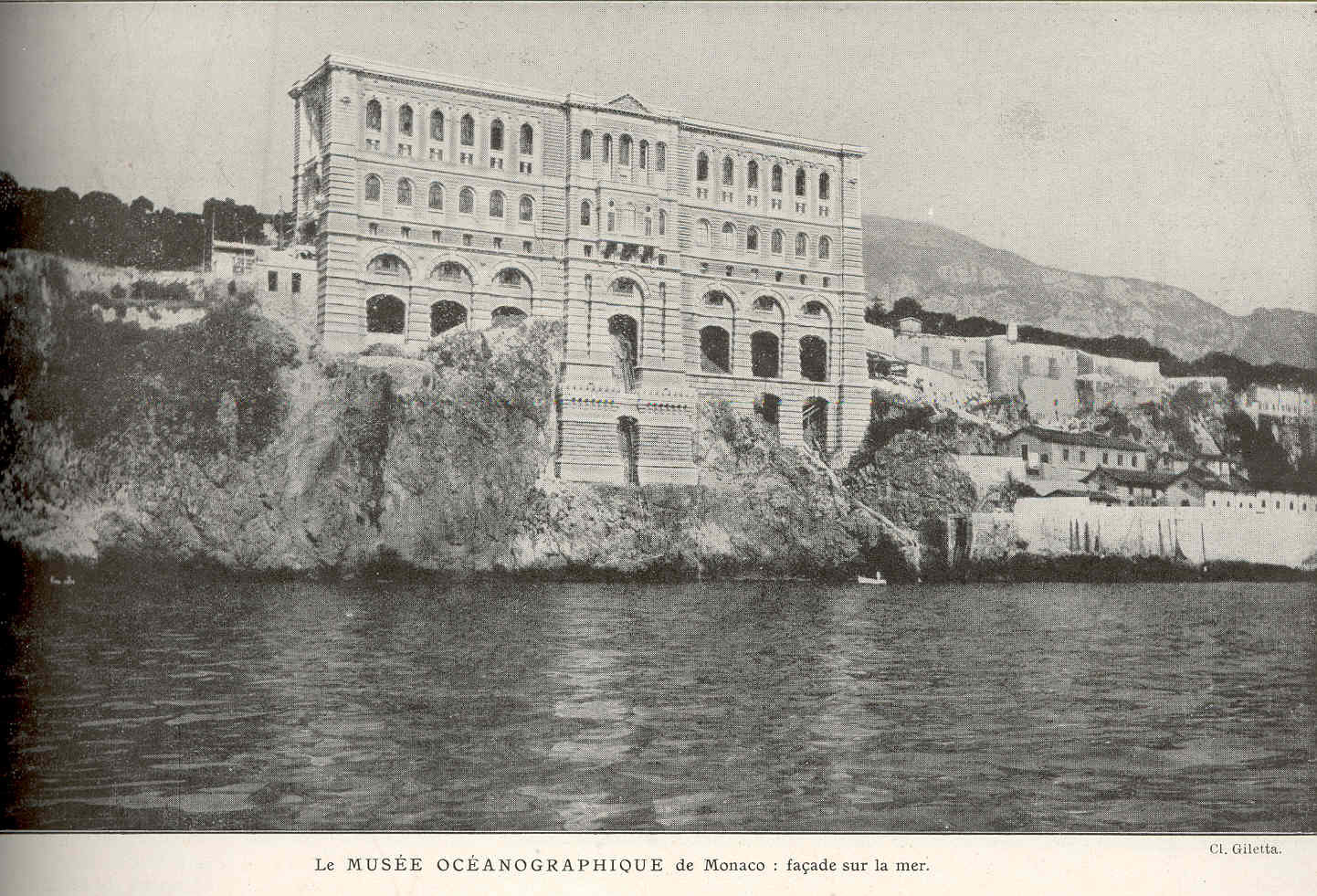
Oceánografické muzeum v Monaku, otevřené v roce 1910, fotografie z roku 1913
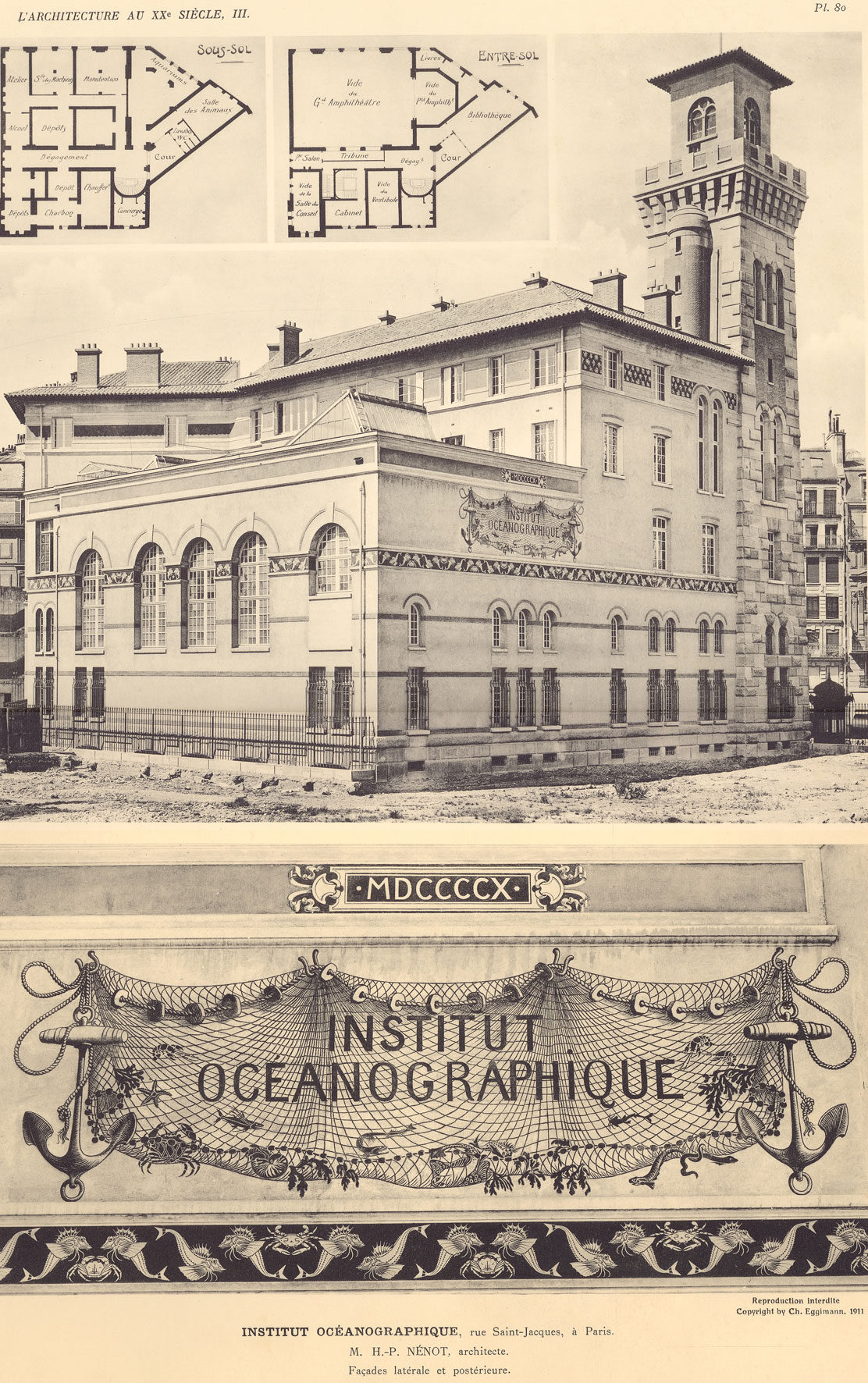
Oceánografický institut v Paříži, 1911